# Chiesa di San Rocco (Bedigliora)
La chiesa prepositurale di San Rocco è un edificio religioso che si trova a Bedigliora, in Canton Ticino.

## Storia
La costruzione viene citata per la prima volta in documenti storici risalenti al 1524. Nel 1599 subisce profondi rimaneggiamenti, con l'aggiunta di due cappelle laterali, della sagrestia e del campanile. Nel 1630 venne rifatto il soffitto e nel 1644 la chiesa venne nuovamente consacrata. La facciata venne rimodellata nel 1927 da Giacomo Alberti.

## Descrizione
La chiesa si presenta con una pianta ad unica navata, sovrastata da una volta a botte lunettata.